# شوکت ملاجانوف
شوکت ملاجانوف (ازبکی: Шавкатжон Муллажонов؛ زادهٔ ۱۹ ژانویهٔ ۱۹۸۶) یک بازیکن فوتبال اهل ازبکستان است.
از باشگاه‌هایی که در آن بازی کرده‌است می‌توان به باشگاه فوتبال پاختاکور، باشگاه ورزشی الاهلی قطر، باشگاه فوتبال النصر عربستان سعودی و باشگاه فوتبال لوکوموتیو تاشکند اشاره کرد.
وی همچنین در تیم ملی فوتبال ازبکستان ۳۲ بازی انجام داده‌است.